# Barbara Broccoli
Barbara Dana Broccoli, OBE (Los Angeles, 18 de junho de 1960) é uma produtora de cinema norte-americana, responsável pela produção dos filmes da franquia James Bond junto com seu meio-irmão Michael G. Wilson.
Em 2024, ela recebeu, juntamente com Michael G. Wilson, o Prêmio Memorial Irving G. Thalberg como "uma prova de seu sucesso como produtores da série de filmes Bond, favorita dos fãs, e de sua contribuição para o cenário teatral da indústria".

## Biografia
Broccoli nasceu em Los Angeles, Califórnia, no dia 18 de junho de 1960, filha do produtor Albert R. Broccoli e da escritora Dana Brocolli. Pouco depois, seu pai e Harry Saltzman adquiriram os direitos dos romances de James Bond, escritos por Ian Fleming. Broccoli cresceu dentro da produção dos filmes de Bond, viajando pelo mundo com seus pais para as filmagens dos longa-metragens.
Ela estudou na Universidade Loyola, em Los Angeles, se formando com um mestrado em comunicação de cinema e televisão. Aos 17 anos, enquanto ainda estava estudando, Broccoli fez parte do departamento de publicidade de The Spy Who Loved Me. Logo após se formar, ela se juntou a equipe de produção dos filmes de Bond em Octopussy como assistente de direção. Ela manteve esse cargo até The Living Daylights, quando começou a atuar como produtora associada.
Após um hiato de seis anos na franquia, em 1995 com GoldenEye, Broccoli assumiu a posição de produtora dos filmes de Bond junto com seu meio-irmão Michael G. Wilson. Desde então os dois têm sido os encarregados da produtora EON Productions e da produção de todos os filmes da franquia.
Fora dos filmes de James Bond, Broccoli fundou junto com seu marido, Frederick Zollo, a produtora Astoria Productions. A primeira produção da nova companhia foi o telefilme Crime of the Century, baseado no caso do sequestro do bebê de Charles Lindberg. Em seguida, ela produziu o musical Chitty Chitty Bang Bang, baseado no romance homônimo de Fleming.

## Filmografia
| Ano  | Filme                    | Creditada como | Creditada como      | Creditada como      | Creditada como        |
| Ano  | Filme                    | Produtora      | Produtora executiva | Produtora associada | Assistente de direção |
| ---- | ------------------------ | -------------- | ------------------- | ------------------- | --------------------- |
| 1983 | Octopussy                |                |                     |                     | Sim                   |
| 1985 | A View to a Kill         |                |                     |                     | Sim                   |
| 1987 | The Living Daylights     |                |                     | Sim                 |                       |
| 1989 | Licence to Kill          |                |                     | Sim                 |                       |
| 1995 | GoldenEye                | Sim            |                     |                     |                       |
| 1996 | Crime of the Century     |                | Sim                 |                     |                       |
| 1997 | Tomorrow Never Dies      | Sim            |                     |                     |                       |
| 1999 | The World Is Not Enough  | Sim            |                     |                     |                       |
| 2000 | I Used to Be in Pictures |                | Sim                 |                     |                       |
| 2002 | Die Another Day          | Sim            |                     |                     |                       |
| 2005 | Stolen Childhoods        |                | Sim                 |                     |                       |
| 2006 | Casino Royale            | Sim            |                     |                     |                       |
| 2008 | Quantum of Solace        | Sim            |                     |                     |                       |
| 2012 | Skyfall                  | Sim            |                     |                     |                       |
| 2014 | The Silent Storm         |                | Sim                 |                     |                       |
| 2014 | Radiator                 |                | Sim                 |                     |                       |
| 2015 | SPECTRE                  | Sim            |                     |                     |                       |